# Pseudocaranx
Pseudocaranx är ett släkte av fiskar. Pseudocaranx ingår i familjen taggmakrillfiskar.
Kladogram enligt Catalogue of Life:
| Pseudocaranx | \| \| Pseudocaranx chilensis \| \| \| \| \| \| Pseudocaranx dentex \| \| \| \| \| \| Pseudocaranx dinjerra \| \| \| \| \| \| Pseudocaranx wrighti \| \| \| \| |
|              | \| \| Pseudocaranx chilensis \| \| \| \| \| \| Pseudocaranx dentex \| \| \| \| \| \| Pseudocaranx dinjerra \| \| \| \| \| \| Pseudocaranx wrighti \| \| \| \| |
|              | Pseudocaranx chilensis |
|              | |
|              | Pseudocaranx dentex |
|              | |
|              | Pseudocaranx dinjerra |
|              | |
|              | Pseudocaranx wrighti |
|              | |